# Mediterraneo
Mediterraneo és una pel·lícula italiana dirigida per Gabriele Salvatores el 1991. Aquest film ha rebut tres Premis David di Donatello el 1991 (millor film, millor muntatge i millor presa de so) així com l'Oscar a la millor pel·lícula de parla no anglesa l'any 1992. Ha estat doblada al català.

## Argument
El 1941, durant la Segona Guerra mundial, vuit soldats italians reservistes han desembarcat en « territori enemic » a Megísti, petita illa grega del Mar Mediterrani, encarregats d'una missió « d'observació i de connexió », sota el comandament del tinent Montini. Es troben aviat lliurats a ells mateixos, privats de ràdio i de vaixell i, a poc a poc, teixeixen relacions d'amistat, fins i tot d'amor, amb la població local; aquesta és composta únicament de dones, d'ancians, de nens, i d'un pope italianofon, els homes van ser deportats fa un temps per endavant, en un raid alemany sobre l'illa.

## Repartiment
- Diego Abatantuono: El sergent Nicola Lorusso
- Claudio Bigagli: El tinent Raffaele Montin
- Giuseppe Cederna: L'ordenança Antonio Farina
- Claudio Bisio: Corrado Noventa
- Gigio Alberti: El muler Eliseo Strazzabosco
- Ugo Conti: El ràdio Luciano Colasanti
- Memo Dini: Libero Munaron
- Vasco Mirandola: Felice Munaron
- Vanna Barba: Vassilissa
- Luigi Montini: El pope
- Irene Grazioli: La pastora
- Antonio Catania: Carmelo LaRosa

## Premis
- Tres Premis David di Donatello atorgats el 1991, al millor film, millor muntatge i de la millor presa de so ;
- Oscar a la millor pel·lícula de parla no anglesa l'any 1992, atorgat en la 64a cerimònia dels Oscars.

## Al voltant de la pel·lícula
- El navili italià anomenat Garibaldi que es veu al començament del film, és de fet el navili de desembarcament Ypoploiarchos Roussen (L-164) de la Marina grega (exUSN USS LSM-541, cedit pels Estats Units el 1958).